# Постджиро
Постджиро (англ. Postgiro) — шоссейная многодневная велогонка, проходившая по территории Норвегии с 1983 по 1993 год.

## История
Гонка проводилась в 1980-е годы, когда женские многодневные гонки процветали по всему миру. Среди её победителей и призёров гонки были такие велогонщицы как Жанни Лонго и Данута Банкайтис-Дэвис В 1991 годе не проводилась.
Маршрут гонки включал от 7 до 9 этапов и иногда ещё пролог и проводилась преимущественно в конце мая начале июня. Спонсором гонки выступала Postgiro — система учёта банковских расчётных счётов.
Спустя 20 лет, в 2014 году была создана новая женская многодневная велогонка Женский Тур Норвегии.

## Призёры
| Год  | Победитель             | Второй                 | Третий              |
| ---- | ---------------------- | ---------------------- | ------------------- |
| 1983 | Сандра Шумахер         |                        |                     |
| 1984 | Унни Ларсен            | Мариа Канинс           | Мария Блоуэр        |
| 1985 | Мариа Канинс           | Жанни Лонго            | Надежда Кибардина   |
| 1986 | Мариа Канинс           | Инга Томпсон           | Бригитта Гир-Гшвенд |
| 1987 | Жанни Лонго            | Лайма Зилпорите        | Хелен Хаге          |
| 1988 | Данута Банкайтис-Дэвис | Унни Ларсен            | Хелен Хаге          |
| 1989 | Роберта Бонаноми       | Бригитта Гир-Гшвенд    | Ханна Расмуссен     |
| 1990 | Катрин Марсаль         | Данута Банкайтис-Дэвис | Карина Скиббю       |
| 1992 | Луция Цберг            | Барбара Хееб           | Туне Фоссум         |
| 1993 | Моника Вальвик         | Луция Цберг            | Элисон Сидор        |